# Oasi naturalistica delle Turtle Islands
L'oasi naturalistica delle Turtle Islands è un'area naturale protetta delle Filippine istituita nel 1999 dall'allora presidente Joseph Estrada e occupa una superficie di circa 242 967 ettari. Si estende nell'estremo lembo sud occidentale dell'arcipelago, nel punto più distante dalle coste dello Stato e si affaccia a circa 20 chilometri dalle rive del Borneo malese, di fronte alla città di Sandakan, a poco più di 6° a nord dell'equatore.
Le isole, e le acque circostanti, sono un paradiso delle tartarughe marine, in particolare della tartaruga verde e della tartaruga embricata, che depongono le uova sulle spiagge.

## Territorio
L'arcipelago delle Turtle Islands è composto da 10 isole, di cui 7 sotto la giurisdizione delle Filippine e tre parte del vicino territorio della Malaysia.
L'insieme delle sette isole copre una superficie di 318 ettari. Langaan, che è l'isola più piccola, misura circa 7 ettari, mentre la più grande, Taganak, copre circa 116 ettari.
Nel 1996 i governi delle Filippine e della Malesia hanno sottoscritto un Memorandum d'intesa per sottoporre a tutela l'intera area, denominata Turtle Islands Heritage Protected Area (TIHPA).
Successivamente alla firma dell'accordo il governo delle Filippine ha provveduto, nel 1999, alla istituzione dell'oasi naturalistica, similmente a quanto fatto dalle autorità malesi, che hanno proclamato l'area parco nazionale, sotto il nome di Taman Pulau Penyu o Parco nazionale delle Turtle Islands.

## Flora
Le aree costiere delle isole dell'arcipelago sono popolate da mandorli indiani (Terminalia catappa) e palme da cocco (Cocos nucifera); molto comuni risultano anche Pandanus tectorius e Barringtonia asiatica; si ritrovano inoltre Calophyllum inophyllum, Caryota cumingii, Daemonorops mollis, Erythrina variegata, Livistona rotundifolia, Saccharum spontaneum, Vitex trifolia e Ficus sp..
La flora marina è rappresentata 50 diverse specie di alghe, tra cui 23 specie di alghe verdi, 4 specie di alghe brune e 23 specie di alghe rosse.

## Fauna

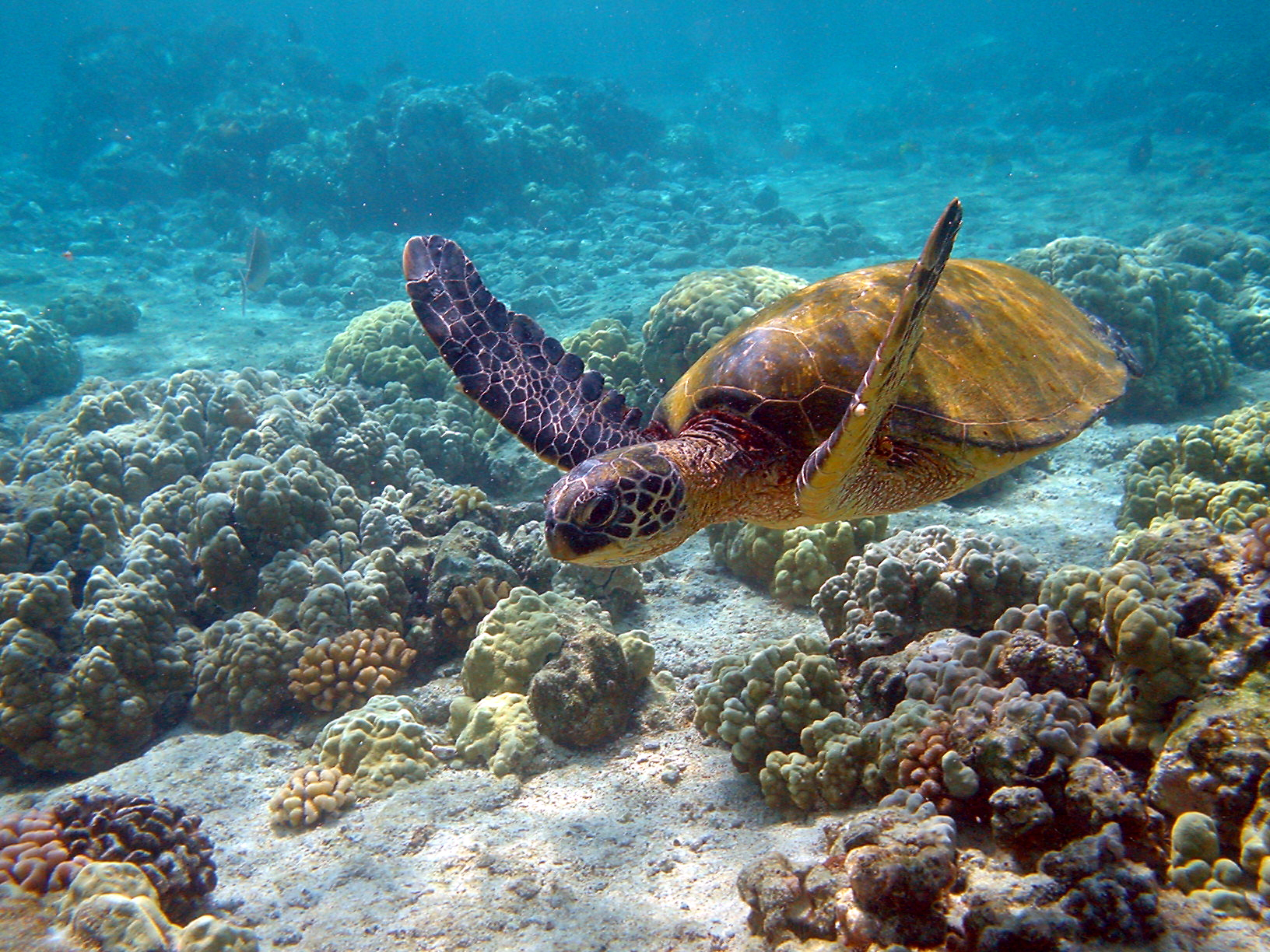
Un esemplare di tartaruga verde.

L'oasi è nota soprattutto per l'alta concentrazione di tartarughe marine che nidificano sulle sue spiagge. Con oltre mille ovodeposizioni registrate annualmente, le Turtle Islands sono considerate uno dei maggiori siti di nidificazione della tartaruga verde (Chelonia mydas) nell'intera regione asiatica. Nell'arcipelago nidifica anche la tartaruga embricata (Eretmochelys imbricata), ma in misura minore rispetto alla tartaruga verde.
La fauna marina annovera inoltre oltre 80 generi di coralli e 361 specie di pesci, principalmente delle famiglie Pomacentridae e Labridae; le specie più comuni sono Pomacentrus moluccensis, Pomacentrus vaiuli, Pomacentrus alexanderae e Thalassoma lunare.
Nell'area sono state censite 12 specie di uccelli: lo storno splendente delle Filippine (Aplonis panayensis), il martin pescatore dal collare (Todiramphus chloris collaris), la tortora dal doppio collare di Giava (Streptopelia bitorquata), la sterna fuligginosa (Onychoprion fuscatus nubilosus), la nettarinia ventregiallo (Cinnyris jugularis woodi), la nettarinia golauniforme (Anthreptes malacensis cagayensis), il piccione verde collorosa (Treron vernans), il piccione imperiale di Pickering (Ducula pickeringii), l'aquila pescatrice panciabianca (Haliaeetus leucogaster) e lo zufolatore delle mangrovie (Pachycephala cinerea homereyi).
Da menzionare la presenza del varano acquatico di Rasmussen (Varanus rasmusseni), grosso sauro endemico dell'arcipelago delle Turtle Islands, attivo predatore delle uova di tartaruga, in passato classificato come sottospecie di Varanus salvator, oggi riconosciuto come specie a sé stante.